# Gesegneter Born bei Albungen

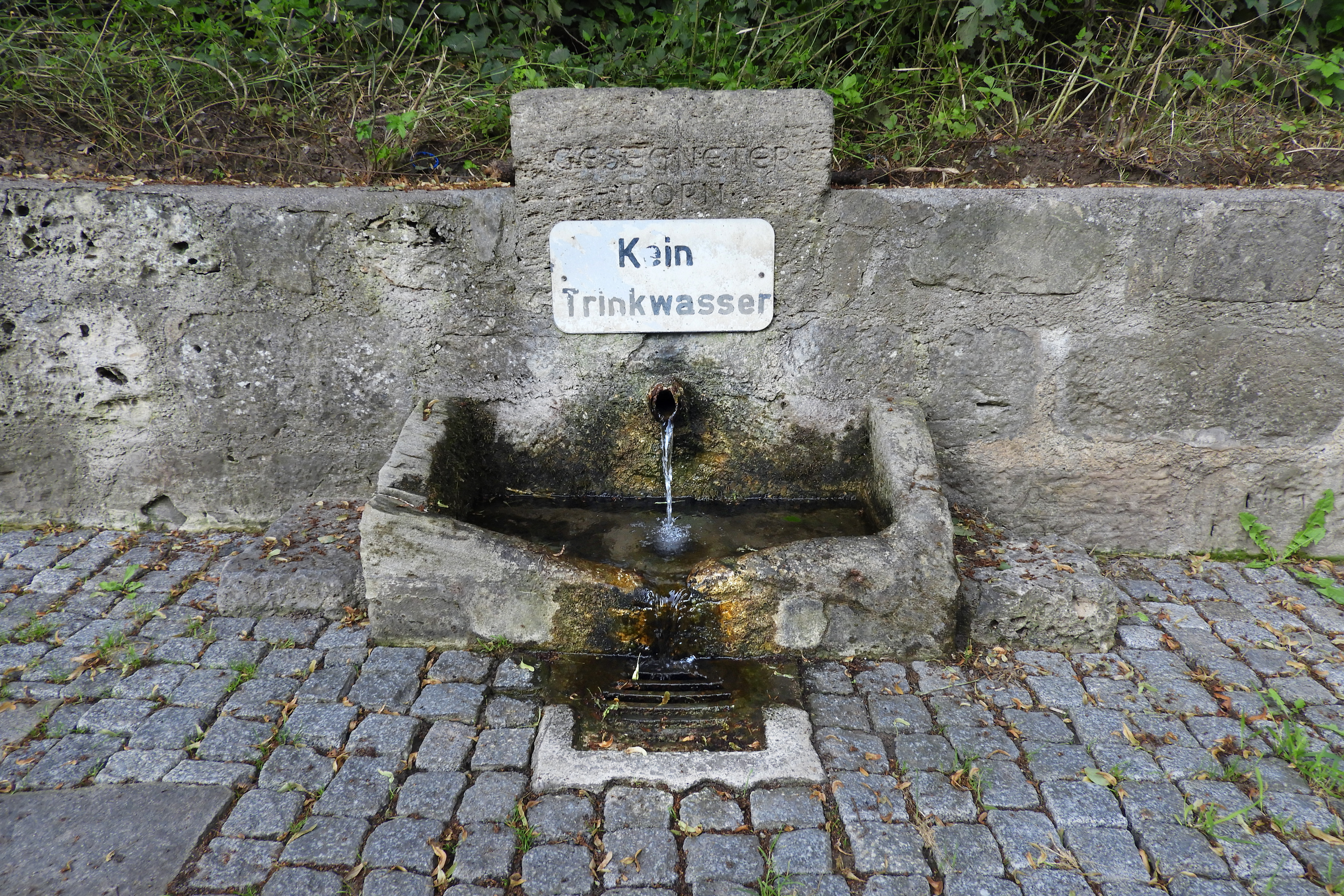
Das Quellwasser ergießt sich in einen Steintrog und fließt unterirdisch weiter

Der Gesegnete Born, der auch Gesegneter Brunnen genannt wird, ist eine Karstquelle, die links der Werra im nordhessischen Werra-Meißner-Kreis ausströmt. Das Wasser der Quelle war einst berühmt wegen seiner Frische und Klarheit. Die Schiffe mit fränkischen und rheinhessischen Weinen, so wurde überliefert, welche die Werra herabkamen, legten hier an und die Schiffer füllten mit dem Wasser des Gesegneten Borns die Fässer wieder, die sie auf ihrer Fahrt zur Stillung ihres Durstes angebohrt hatten; denn das Wasser stand in dem Ruf, dass es den Wein nicht verdünnte. Die in Stein gefasste und mit einer Inschrift versehenen Quelle ist wegen ihrer geschichtlichen Bedeutung ein geschütztes Kulturdenkmal.

## Standort
Die Quelle entspringt westlich der Bundesstraße 27 zwischen Albungen und Eltmannshausen. Sie liegt im südwestlichen Teil der Gemarkung von Albungen, an der Grenze zu Niederhone und Wellingerode. Albungen und Niederhone gehören als Ortsteile zu der Kreisstadt Eschwege, Wellingerode ist ein Ortsteil der Gemeinde Meißner.
Nach der naturräumlichen Gliederung Deutschlands des Instituts für Landeskunde Bad Godesberg befindet sich der Brunnenplatz in einem Grenzbereich, wo von Westen das Soodener Bergland (358.02) des Unterwerrasattels (358.0) und von Osten das Albunger Werratal (358.30) auf das südöstlich liegende Weidenhäuser Hügelland (358.23) und die südwestliche Schwebda–Jestädter Werraaue (358.20) des Eschweger Beckens (358.2) treffen. Sie alle sind Einheiten des Unteren Werraberglands (358) in der Haupteinheitengruppe des Osthessischen Berglands.

## Brunnenplatz

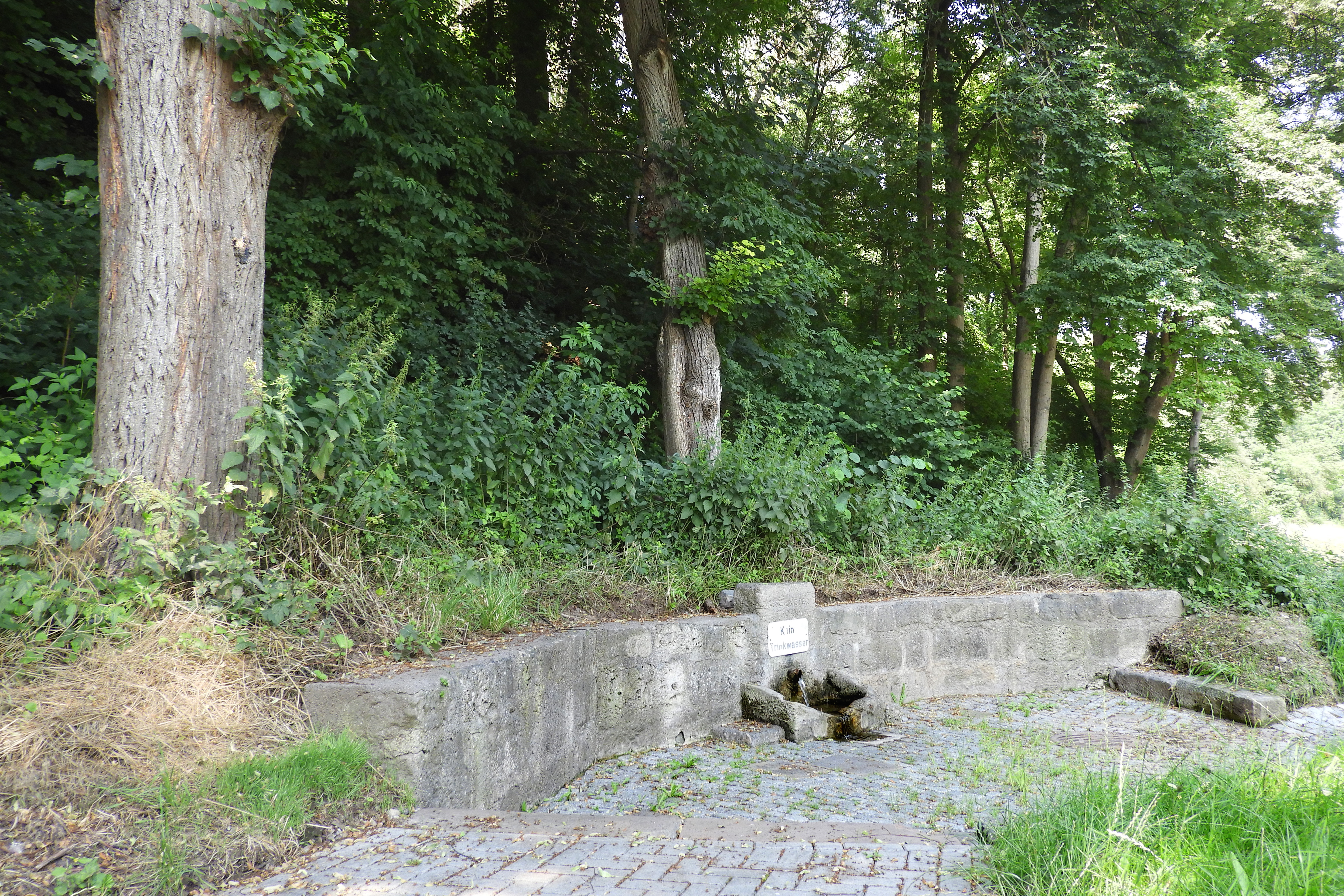
Die Quelle entspringt nahe der Bundesstraße 27

Seine heutige Form bekam der Platz vermutlich im Jahr 1824. In dieser Zeit wurde beim Neubau der damaligen Allendorfer Straße, 250 Meter südlich des Gesegneten Born, der Ausruheplatz Albunger Hüttchen angelegt. Die Quelle sollte den Reisenden und Fuhrleuten bei ihrer Rast Wasser zum Tränken der Pferde bieten. Das Quellwasser ergießt sich in einen Steintrog und fließt unterirdisch weiter. Der Brunnentrog wird von einer gewinkelten, rund einen Meter hohen Stützmauer eingefasst und über ihm sitzt ein Rechteckstein mit dem Namen der Quelle. Der mit schattenspendenden Linden umgebene Platz wurde im Jahr 1975 erneuert.
Als Zeugnis von Raststätten des Transportwesens im 19. Jahrhundert wird der Gesegnete Born wegen seiner geschichtlichen und wissenschaftlicher Bedeutung als ein Flurdenkmal geschützt und nach § 2 Absatz 1 des Hessischen Denkmalschutzgesetzes unter der Nummer 39968 in das Denkmalverzeichnis des Landes Hessen eingetragen.

## Sage
In früheren Zeiten, als es noch keine Gütertransporte auf der Schiene gab, war die Schifffahrt auf der Werra von großer Wichtigkeit. Wanfried, als Endhafen der Werra-Weser-Schifffahrt, wurde zu einem Handelsmittelpunkt und Umschlagplatz von Waren aller Art. Besonders der Weinhandel hatte eine hohe Bedeutung. Fuhrleute brachten den Wein aus Franken und Rheinhessen nach Wanfried. Hier wurde er auf Schiffe verladen und auf dem Wasser weitertransportiert. Hatten die Schiffer, was nach den Überlieferungen wohl oft geschah, unterwegs ein Fass von dem Wein der für herrschaftliche Tafeln bestimmt war angebrochen, legten sie am Gesegneten Born an und füllten mit seinem Wasser die angezapften Fässer wieder. Das gute Wasser dieser Quelle soll die gesegnete Eigenschaft besessen haben, dass niemand den gepanschten Wein herausschmecken konnte. Es verdünnte nicht den Wein und machte ihn nicht trübe.
Der Landungsplatz der Werraschiffe am Gesegneten Born verschwand mit dem Bau der Bahnlinie von Bebra nach Göttingen in den 1870er Jahren. Um mit möglichst geringen Steigungen und Gefälle fahren zu können, wurde teilweise die Landschaft der Strecke angepasst. So verlegte man während der Baumaßnahmen das Bett der Werra, um mit einer Begradigung die Errichtung von zwei Brücken über die Flussschleife zu vermeiden. In der Zeit des Baus der Bebra-Friedländer Bahn, wie sie früher genannt wurde, fuhren noch Schiffe auf Weser und Werra zwischen den Seehäfen und Wanfried. Die Befürchtung in der damaligen Zeit war, dass mit den Brücken die Schifffahrt nicht mehr möglich gewesen wäre. Der Altarm der ehemaligen Flussschleife, die von der Werra getrennt wurde, ist heute ein Teil des Naturschutzgebiets Werraaltarm und Werraaue bei Albungen und des Natura-2000-Gebiets Jestädter Weinberg / Werraaltarm und -aue bei Albungen und liegt im Landschaftsschutzgebiet Auenverbund Werra innerhalb des Geo-Naturpark Frau-Holle-Land.